# Sækkepibe
 Der er for få eller ingen kildehenvisninger i denne artikel, hvilket er et problem. Du kan hjælpe ved at angive troværdige kilder til de påstande, som fremføres i artiklen.

 For alternative betydninger, se Pibe.
En sækkepibe er et musikinstrument, hvis oprindelse i tid og sted er omstridt.
Sækkepiben er en såkaldt træblæser, et blæseinstrument af træ, der virker ved tilførsel af luft i en fleksibel beholder af skind eller kunststof. Via denne distribueres luften videre gennem de rørblade, der laver lyden, ud i et antal udborede, cylinderformede træstykker, der er fastgjort indvendigt i sækken.
Sækkepiben adskiller sig fra andre blæseinstrumenter ved, at luftdistributionssystemet gennem sækken tillader: 1) At musikken kan spilles uafbrudt uden at være afhængig af musikerens vejrtrækning og 2) at der kan sendes luft gennem flere rørblade på én gang. På denne måde kan man opnå en klang, der er sammensat af såvel høje som lave frekvenser.
Til gengæld er der en række ulemper forbundet med systemet. Musikerens rolle er i princippet kun at tilføre luft og bevæge fingrene. At ændre lyden ved at forme læberne anderledes er ikke muligt og ændring af trykket får kun instrumentet til at gå ud af stemning. Således er det kun meget få sækkepiber, der har et register på meget mere end en oktav.
- Moderne hümmelchen
- Maleri: Abraham Bloemaert, Sækkepibespiller (1600-tallet)
- Maleri: Hendrick ter Brugghen (en), Sækkepibespiller (1624)
- Maleri: Christian Wilhelm Ernst Dietrich (en), Omrejsende musikere (1745)

Ud over sækken består sækkepiben typisk enten af et mundstykke eller en blæsebælg, til at føre luft ind i instrumentet. Dertil kommer et antal "piber", der varierer i størrelse og antal, afhængigt af, hvilken type sækkepibe der er tale om. Der vil dog altid være en melodipibe; på de Britiske Øer kaldet en chanter. Ligesom på en fløjte (eller en skalmeje) er chanteren udstyret med et antal fingerhuller hvorpå man spiller melodier. Derudover vil de fleste sækkepiber have mindst én såkaldt drone. Drone-piberne vil typisk være fastgjort til sækkepiben således, at de under spillet enten hviler på musikerens skulder, eller står/hænger ud fra sækken. Dronen - eller dronerne - klinger typisk dybere end chanteren og angiver som regel musikkens grundtone og/eller kvint. I modsætning til chanteren kan tonen i dronerne som regel ikke modereres. En bemærkelsesværdig undtagelse er dog den særlige irske Uillean pipe hvorpå sækkepibespilleren, ved hjælp af såkaldte "regulators", har mulighed for spille akkorder på sækkepibens droner.
Sækkepiber findes i mange størrelser, klange og varianter over det meste af Europa samt i Mellemøsten og Nordafrika. 
I Skandinavian oplevede den traditionelle svenske sækkepibe (sv) fra Dalarna en revitalisering i 1980'erne. I kølvandet på den svenske revival opstod også et mindre dansk sækkepibe-miljø, centreret omkring den danske folkemusiker og instrumentbygger Kjeld Nørgaard Kristensen som udviklede sin eget bud på en "skandinavisk sækkepibe" med udgangspunkt i den svenske.

## The Great Highland Bagpipe
Den vel nok bedst kendte, skotske sækkepibe, hvis egentlige navn er The Great Highland Bagpipe eller gælisk Piob Mhór (=stor sækkepibe) er udbredt over det meste af den vestlige verden på grund af migration, kolonisation og et omfattende foreningsnetværk. Således spilles dette instrument i vid udstrækning både i Australien og New Zealand, samt i Canada, Sydafrika og USA, ud over naturligvis de Britiske Øer. I let modererede former spilles denne sækkepibe også i bl.a. Pakistan og Jordan. I det øvrige Europa er interessen for denne sækkepibe også i vækst.
Denne type sækkepibe kan kun spille 9 toner. Der er ikke mulighed for at lave spring i oktaver, hverken op eller ned, og det er heller ikke muligt at spille halvtoner,- altså kryds eller b for. Derudover kan sækkepiben ikke ændre lydstyrken, men spiller med konstant intensitet. Da det på en sækkepibe ikke er muligt at opdele tonerne med andet end en direkte overgang, tilføjes der f.eks gracenotes. Dette gør, at det er muligt at ændre udtrykket i en melodi.
På verdensplan findes en graduering af sækkepibebands i fire såkaldte Grades (visse steder findes der fem, men det er kun lokale fænomener.) Nye bands starter i Grade 4, mens de bedste bands i verden spiller i Grade 1. USA, Canada, Australien, Irland, New Zealand og Sydafrika har Grade 1 bands, mens Frankrig, Sverige, Holland og Danmark har gjort sig bemærket ved at have konkurrerende bands i Grade 2.